# فرانچسکو (فیلم ۱۹۸۹)
فرانچسکو (به انگلیسی: Francesco) فیلمی محصول سال ۱۹۸۹ و به کارگردانی لیلیانا کاوانی است. در این فیلم بازیگرانی همچون میکی رورک، هلنا بونهام کارتر، آندریا فریول، پیتر برلینگ، هانس تسیشلر، ماریو آدورف، روموآلد کوئوس، پائولو بوناچلی، ماریا تدسکی و دومیتیان آرکانجیلی ایفای نقش کرده‌اند.